# Svärdens fält
Svärdens fält, original The Field of Swords, är en historisk roman av Conn Iggulden, publicerad 2004.

## Handling
Denna bok handlar om när Julius Caesar marscherar till Gallien, där han firar flera segrar samt hur han erövrar Britannien. Senare återtågar han till Gallien där han belägrar Alesia och besegrar Vercingetorix.
Sedan Caesars fru Cornelia har blivit mördad skickar Pompejus honom till Spanien. Väl i Spanien börjar han omforma landskapet. Han träffar även Brutus mor Servilia och binder ett starkt vänskapsband. Ett vänskapsband som senare utvecklas till en romans. Brutus blir först ursinnig och utmanar Caesar på en duell. Den avrbyts dock utan några skador. Brutus accepterar till slut Julius och hans mors förhållande. Men hans känslor för Caesar blir mer och mer negativa under bokens gång.
Caesar återvänder till Rom för att bli konsul. Han stället upp i valet och vinner med liten marginal. Han vänder sedan blicken norrut, mot Gallien. 
Efter ett flertal segrar över både germanska och galliska stammar vänder Julius blicken mot Britannien. Han seglar över med att par legioner med tvingas vända om när han får reda på att ett uppror har brutit ut i Gallien. Gallern Vercingetorix har enat de galliska stammarna mot romarna. 
I början går allting bra för Vercingetorix och han överfaller romerska karavaner. När Caesar anländer drar han sig tillbaka till staden Alesia. Romarna belägrar staden och bygger en stor vall för att hålla gallerna som fångar. De romerska spanarna rapporterar dock om att en enorm gallisk här är på väg för att undsätta Alesia.
Caesar beslutar så att bygga ännu en vall runt den gamla. Nu är romarna fångade mellan Alesia och den andra galliska armén.
Romarna lyckas dock slå tillbaka den undsättande hären men i stridens hetta dör Renius. 
Vercingetorix överlämnar sig själv till romarna efter slaget, Julius fängslar honom och ska använda honom som en sorts trofé i sitt framtida triumftåg. 
Vid det här laget har dock senaten i Rom blivit skrämda av Caesars framgångar. Folkets kärlek till generalen gör att de fruktar att Caesar ska bli diktator när han kommer hem från Gallien. De skickar ett bud där de ger order om att Caesar ska återvända till Rom utan sina legioner och ställas inför rätta för sina påstådda krigsbrott.
Han vägrar dock och korsar floden Rubicon in i Italien och marscherar mot Rom.